# 구글 네이티브 클라이언트
구글 네이티브 클라이언트(영어: Google Native Client, NaCl)는 소프트웨어 기반 실패 분리(fault isolation)를 이용하여 인텔 x86이나 ARM 네이티브 코드의 하부집합을 실행하기 위한 샌드박스 기술이다. 현재는 개발 중에 있는 이 기술은 웹 브라우저로부터 네이티브 코드를 안전하게 실행할 수 있도록 하고 있으므로 웹 기반 응용 프로그램들이 네이티브에 가까운 속도를 낼 수 있다. 네이티브 클라이언트는 구글이 개발하고 있는 오픈 소스 프로젝트이다.

## 페퍼
NaCl는 염화 나트륨을 가리키며 언어 유희로 후추의 이름으로 페퍼가 사용되었다. 페퍼 API는 네이티브 클라이언트 모듈들을 만들기 위한 크로스 플랫폼, 오픈 소스 API이다. 페퍼 플러그인 API, 즉 PPAPI는 네이티브 클라이언트 보안 웹 브라우저 플러그인을 위한 크로스 플랫폼 API로서, 처음에는 넷스케이프 NPAPI에 기반을 두다가 처음부터 다시 작성되었다. 현재는 PPAPI 버전의 어도비 플래시와 내장 PDF 뷰어를 활성화하기 위해 크로미엄과 구글 크롬에 사용되고 있다.

### PPAPI
2009년 8월 12일, 구글 코드의 한 페이지는 "페퍼"라는 새로운 프로젝트를 선보였으며 페퍼 플러그인 API, 즉 PPAPI와 연계하였는데, 이는 플러그인을 더 휴대성있게 더 안전하게 만들기 위해 NPAPI에 대한 수정 사항의 집합이다.

## 같이 보기
- asm.js : 웹 기반 응용 프로그램을 위한 또 다른 기술.

### 예제
- Native Client Gallery
- NACLBox